# Задунайская, Зоя Моисеевна
Зоя Моисеевна Задунайская (20 ноября 1903, Екатеринодар — 11 июня 1983, Ленинград) — советский детский писатель и переводчик.

## Биография
Родилась 20 ноября 1903 года в Екатеринодаре (ныне — Краснодар).
В 1924 году поступила в Институт истории искусств (в то время — Зубовский институт) в Ленинграде, который окончила в 1930 году по специальности «литературовед-переводчик». Свою литературную деятельность Задунайская начала ещё в студенческие годы, когда вместе с Т. Габбе задумала и написала книжку «Повар на весь город».
С 1930 года работала редактором в Государственном издательстве детской литературы «Детгиз» под руководством С. Я. Маршака, посвятив всю оставшуюся жизнь детской литературе. Её соавторами были Тамара Григорьевна Габбе, Александра Иосифовна Любарская, Наталья Викторовна Гессе.
В 1937 году, с разгромом редакции, в ходе которого Габбе и Любарская были арестованы, Задунайская была уволена. Но именно в это время она завершила работу над книгой, принесшей ей широкую известность — свободный пересказ книги Сельмы Лагерлёф «Чудесное путешествие Нильса с дикими гусями» (1940).
В последующие годы 3. М. Задунайская занималась фольклором. Самостоятельно и в сотрудничестве с Габбе переработала и пересказала «Сказки народов Прибалтики», китайские, итальянские, молдавские и многие другие сказки.
Умерла 11 июня 1983 года в Ленинграде.

## Семья
Муж — Василий Игнатьевич Валов (1902—1941) — детский писатель; дочь — Татьяна.